# イラクの文化

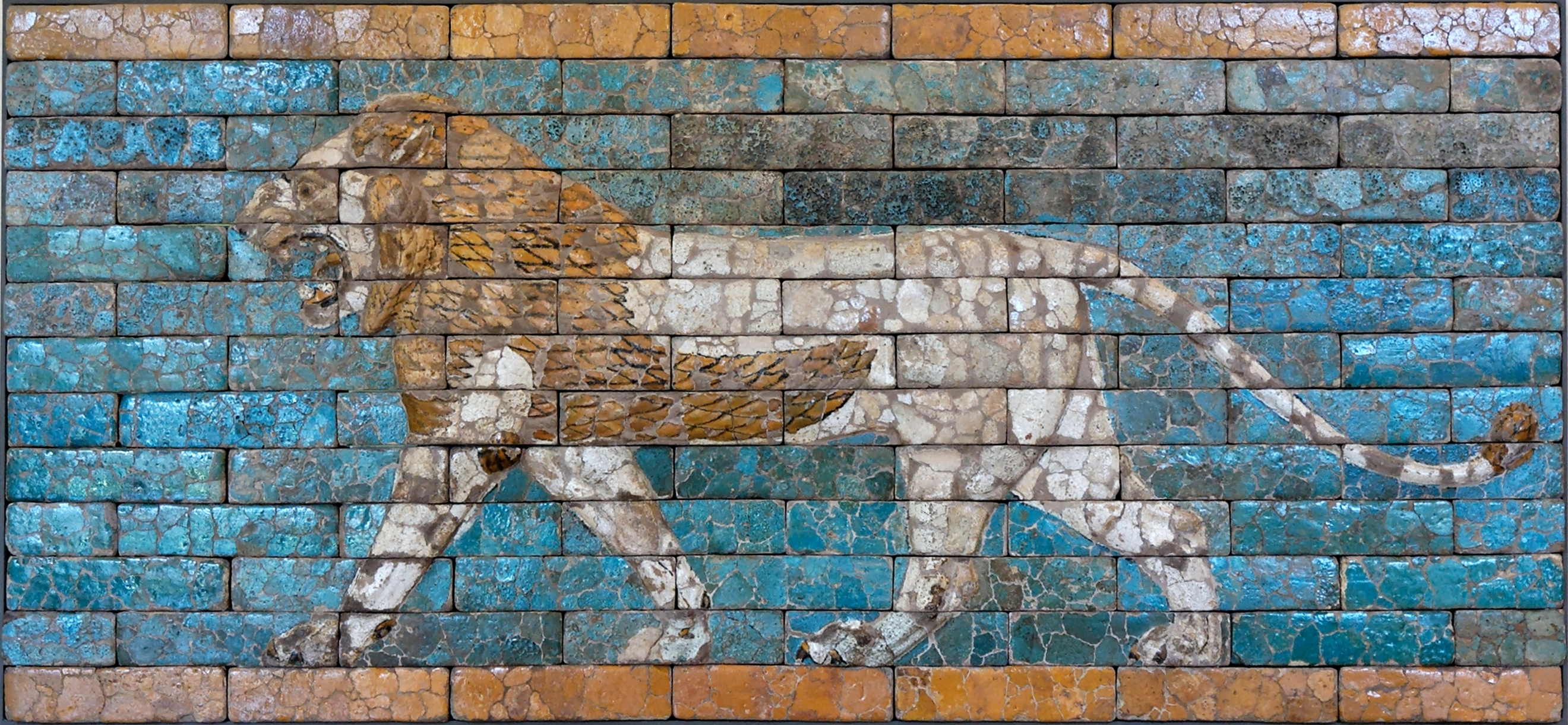
イシュタル門に描かれているバビロンの獅子。バビロンの獅子はイラクの文化を象徴する存在であり、戦車の名前にもなっている。

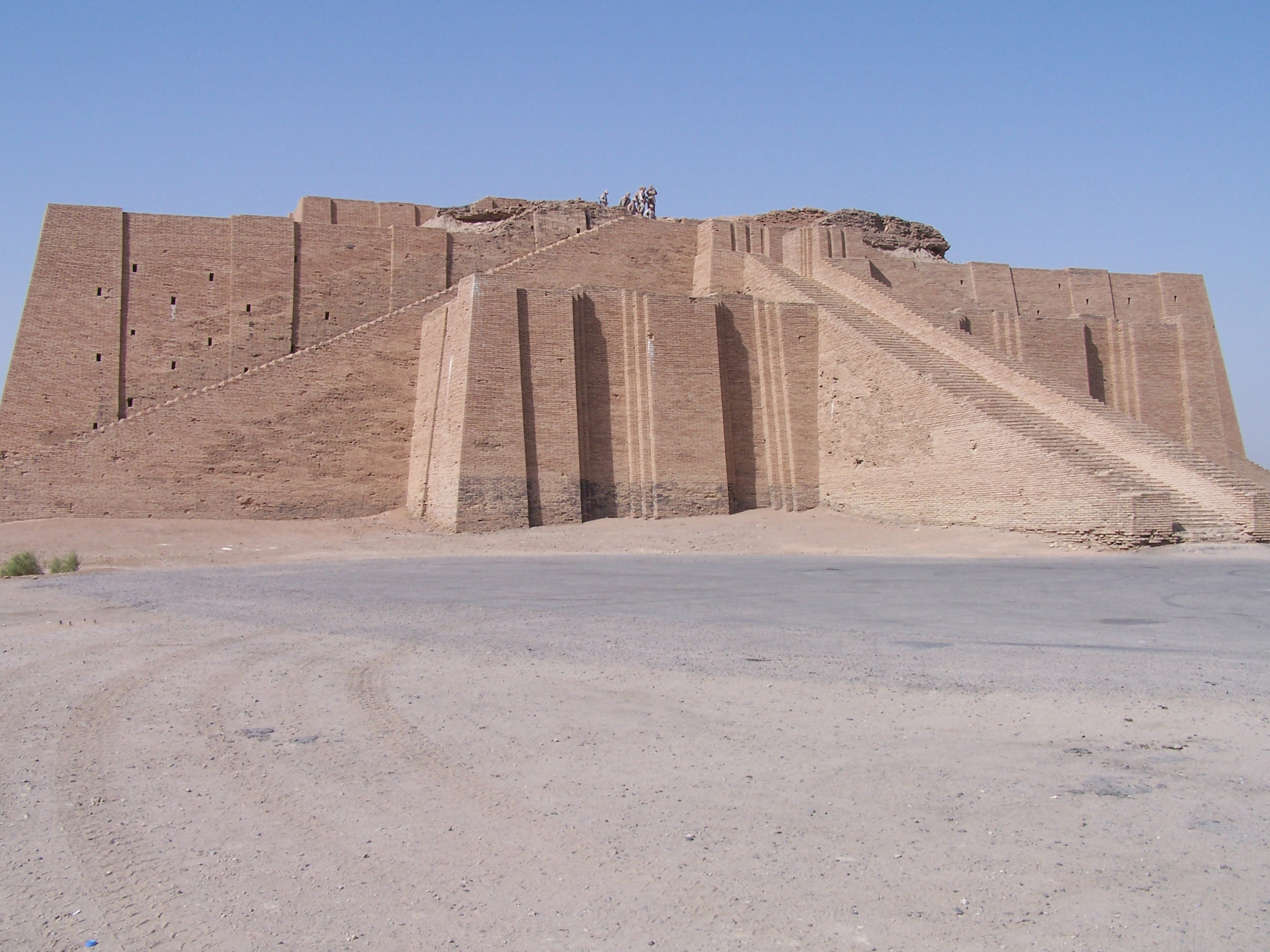
イラク南部にある4100年前のエ・テメン・ニグル

イラクは世界でも有数の古い文化の歴史を持つ。イラクは古代メソポタミア文明が興った場所であり、その遺産は旧世界の文明の発展に大きな影響を与えた。文化的に見て、イラクは非常に多くの遺産を持つ。イラクは詩や絵画、彫刻においてアラブ世界でも屈指の質の高さを誇り、それらの幾つかは世界でも屈指のものである。イラクはラグやカーペットを含む工芸製作でも知られている。イラクの建築はバグダードの広大な都市にも見ることができる。多くの建物は戦争による破壊行為により新しく造営されたものであるが、精巧な古代の建築や数々の遺跡も見ることができる。
多くのアラブ国家と異なり、イラクではイスラム教が普及する以前から文化が栄えていた。文明のゆりかごとなった古代メソポタミアやシュメールの文化において、筆記や車輪などが発明された。8～9世紀には、アッバース朝のカリフがバグダードに首都を置き、世界で最も財のある文明を築き上げた。

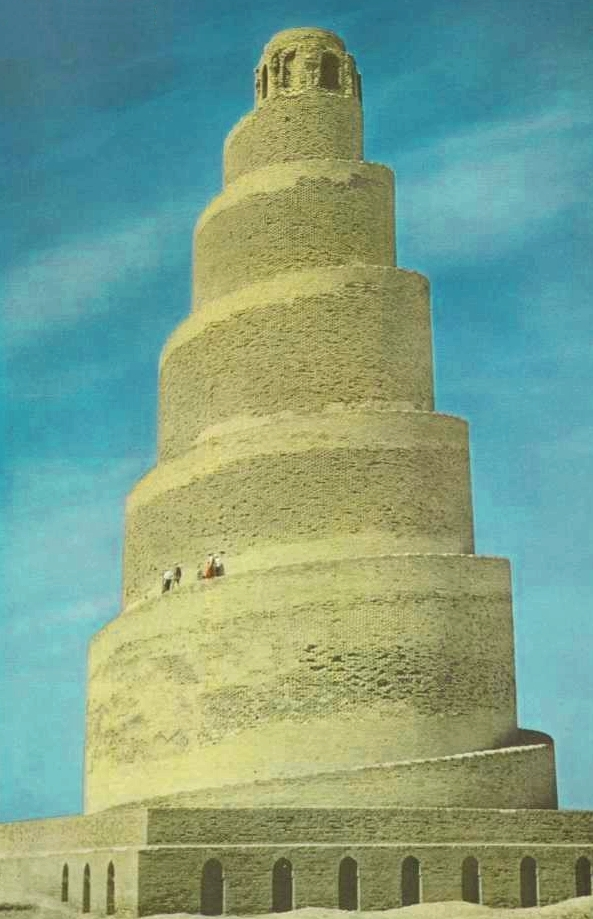
サマーラにあるマルウィヤ・ミナレット、850年建造

## スポーツ
サッカーはイラクで最も人気のあるスポーツである。サッカーはイラク戦争後の復興の中で、国全体の連帯感を構築する要素と考えられている。バスケットボール、水泳、重量挙げ、ボディビル、ボクシング、キックボクシング、テニスなども人気のあるスポーツである。
イラクサッカー協会 (アラビア語: الاتحاد العراقي لكرة القدم) はイラクのサッカーを統括する団体であり、サッカーイラク代表を結成、イラク・プレミアリーグを運営している。イラクサッカー協会は1948年に設立され、FIFAには1950年に加盟、アジアサッカー連盟には1971年に加盟した。サッカーイラク代表はAFCアジアカップ2007でサッカーサウジアラビア代表を破って優勝を成し遂げている。

## 料理

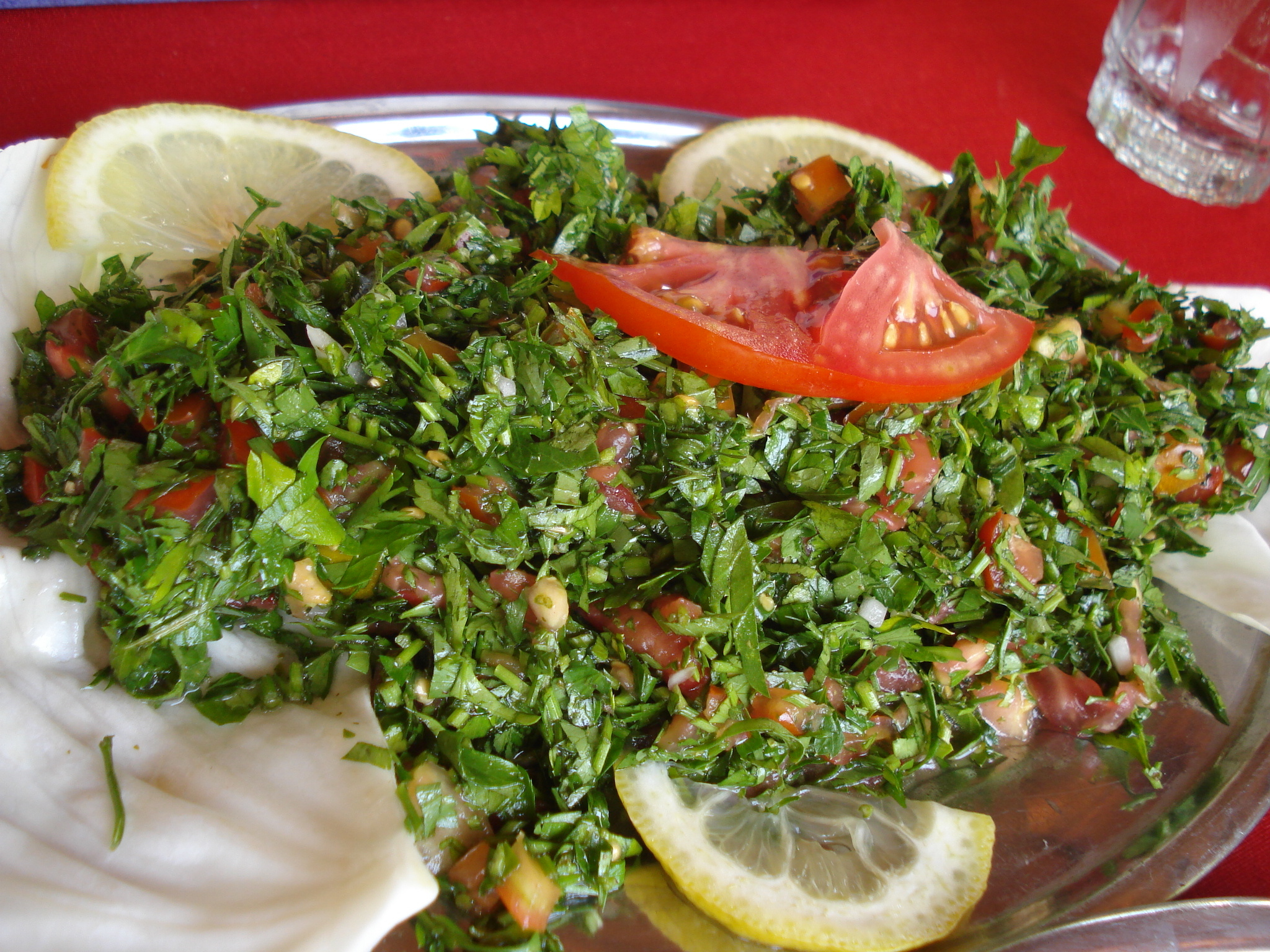
イラクで人気のあるサラダ、タッブーレ

イラク料理もしくはメソポタミア料理はシュメールやバビロニア、アッシリア、エラムといった時代から1万年以上もの古い歴史を持つ。イラクにある古代遺跡からは宗教的な祭祀の期間中寺院で用意されたレシピを記した粘土板が見つかっており、世界最初の料理本とされている。メソポタミアには洗練された高度な文明があり、炊事技術を含む様々な分野の知識について研究されていた。イスラーム黄金時代、バグダードはアッバース朝の首都でありイラク料理の発展は最盛期を迎えた。今日、イラク料理はそれまでの遺産を継承しつつ、近隣のペルシア、トルコ、大シリア地方の伝統料理に大きく影響を受けている。
食事はメッザと呼ばれる前菜やサラダで始まる。人気のある料理としてはケバブ (ニンニク、レモン、香辛料を揉み込んで焼いたものが多い), シャワルマ (Shawarma)  (ドネルケバブに似た料理、通常焼いた肉片をサンドイッチのように挟んで食べる), バーミアー (ラム肉、オクラ、トマトのシチュー), クジー (米、アーモンド、レーズン、香辛料を使用したラム料理), ファラフェル (ヒヨコマメを丸めて揚げたもの、アムバやピタサラダとともに供される), クッバ (ひき肉とブルグール、米や香辛料などを使った料理)、マスグーフ (胡椒やタマリンドを付加した焼き魚)、マクルバ (米、ラム肉、トマト、ナスを使った料理)などがある。ドルマやピーマンの肉詰めのような詰め物料理 もまた人気がある。
イラクは北部乾燥地帯を支配したアッシリアと、南部の沖積平野を支配したバビロニアからなる古代メソポタミアのように、気候の違いが料理にも反映されている。古代アッシリアのジャズィーラではコムギが栽培されており、冬の寒さに備えてリンゴや核果なども栽培されていた。古代バビロニアでは米やオオムギ、シトラスフルーツなどが栽培されており、当時世界最大のデーツ生産国としての地位確立に貢献した。

## 現代文化

### 文化遺産
イラクには国全域にわたって様々なイスラム教関連の文化遺産がある。それらの多くはイラク文化の幅広い分野に貢献している。
イラクの伝統音楽はウード、フルート、ヴァイオリン、ドラム、タンバリンといった楽器で構成されていた。しかし現代では、ポップ・ミュージック、ヒップホップなど幅広い音楽ジャンルの音楽家が出てきている。クルスムとファイルーズは美声に定評のある女性歌手であり、イラクで特に人気がある。 
ティーハウスはイラクで一般的であり、午後になると店主は親しい友人と茶を飲みながら談笑するために店番をやめる習慣があり、イラクの「シエスタ」とされる。 
イラクにすむアラブ人の子供の通過儀礼は、主に学校で重きが置かれているように、クルアーンを正しく読めるようにすることである。クルアーンはおそらく、読解が極めて難しい文書の一つである。それは言外に含む意味の深さと発声の際に要求されるアラビア語の声域が通常用いられる人間の声域とは異なることを理由としている。発音をほとんど間違えずに暗唱できる者は「ハーフィズ (hafiz)」と呼ばれる。このような子供は通常その名誉を大きく讃えられる。
結婚と誕生はイラクの生活において大きな意味を持つ。結婚式には何百人もの人々が参加することが一般的である。結婚は当事者となる両家の推薦のような形で行われることも多いが、決して強制ではない。
イラクのアラブ人は知恵は古代の妙案によってもたらされたものであると信じており、そのため先祖や親を高く敬う傾向がある。もし子供が公共の場で年長の者に無礼を働いた場合、不名誉とみなされる。
中東の他の国々と同じく、左手は便所を含む不浄行為に使用され、右手は食事や挨拶に使用される。左手で挨拶の握手を相手に求めることは侮辱行為だと受け止められ、左手を用いて食事をすることも恥ずべきことであると考えられている。イラク人は特に社交的であり、彼らの会話はしばしば多くのハンドジェスチャーを用いて行われる。
寛大さはイラクの文化において重きが置かれるものの一つで、頼みごとをしてきた者を鼻であしらうことは無礼であると考えられている。これは特にラマダーンの月のザカート (喜捨) で重きが置かれる。多くの家族は、富める者も貧しき者も、ホームレスのために料理を作るか、もしくは彼らを家庭に招待する。幾つかの家庭では招待した者が持ち帰ることができるように、バクラヴァやケバブの皿を用意する。

### 文化施設

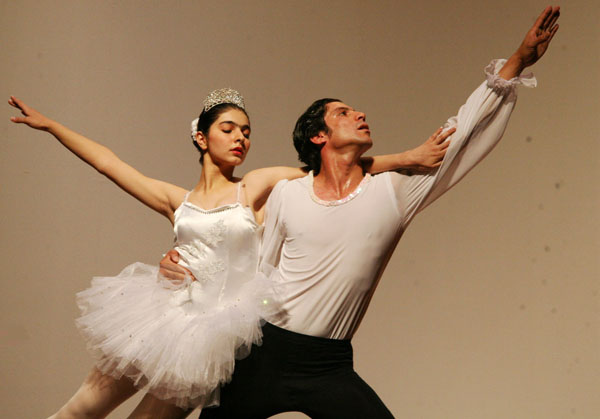
イラク国立バレエ劇場で公演を行う2人のバレエダンサー、2007年

バグダードには幾つかの重要な文化機関がある。その中の一つであるイラク国立交響楽団はイラク占領期間はリハーサルと公演を中断したが、その後は再開した。イラク国立劇場は2003年のイラク侵攻により破壊・略奪被害にあったが、復元作業が行われている。ライブシアターは1990年代、湾岸戦争前後に国際連合による制裁によって外国映画の輸入が制限されたことで大いに発展した。これにより、30ほどの映画館が劇場へ作り替えられたとされ、幅広い分野のコメディやドラマ作品を生み出している。
バグダードの文化機関としては音楽学校や美術学校、バグダード音楽バレエ学校などがある。バグダードにはイラク国立博物館を含む幾つかの博物館がある。イラク国立博物館は世界屈指のメソポタミア文明のアーティファクトや聖遺物のコレクションが展示されていたが、その内のいくつかはイラク戦争の間に略奪された。